# 阿比·拉金
阿比·希拉·拉金（英語：Abbie Sheila Larkin；2005年4月27日—），爱尔兰共和国女子足球运动员，司职前锋，目前效力于水晶宮女子足球俱樂部和爱尔兰共和国国家女子足球队。她曾代表爱尔兰参加2023年国际足联女子世界杯。